# Guerra Fria (1947–1953)

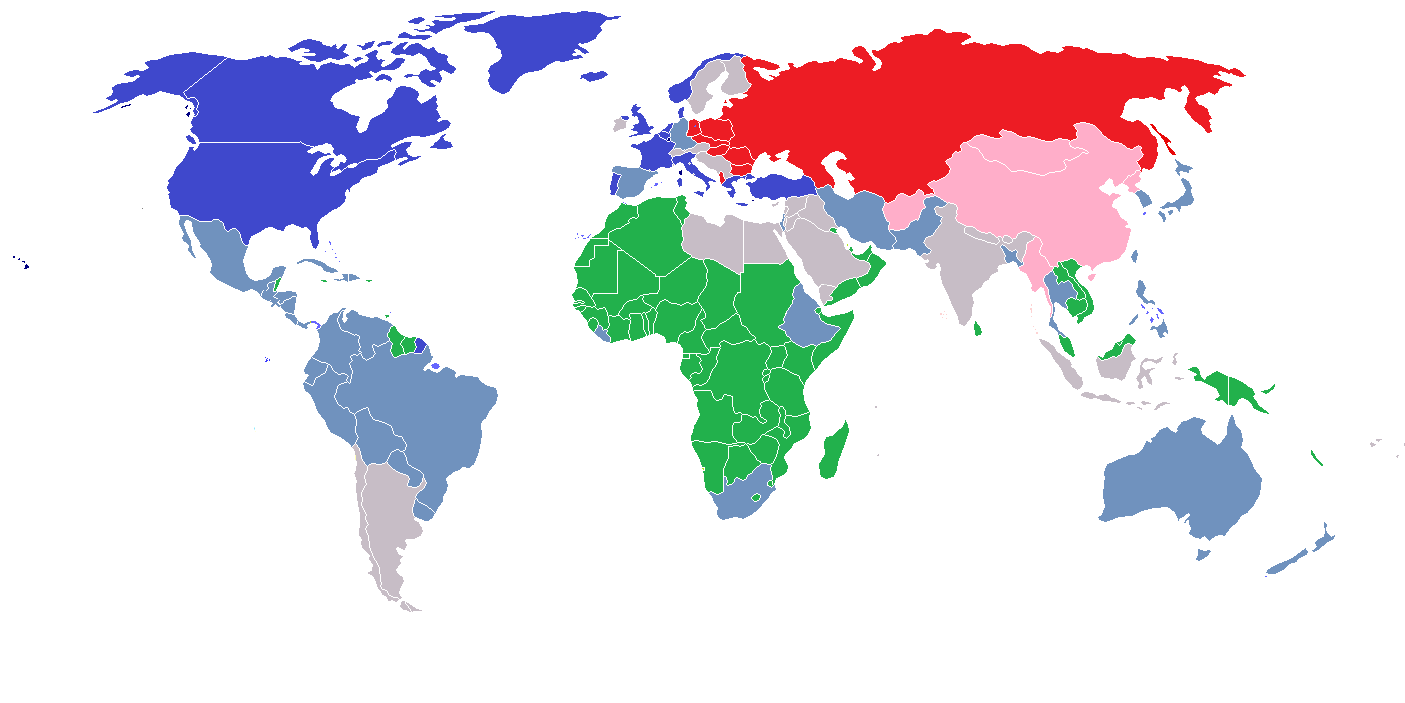
Mapa das alianças em 1953:
OTAN
Aliados dos Estados Unidos
Pacto de Varsóvia
Aliados da União Soviética
Países colonizados

A Guerra Fria entre 1947 e 1953 começa a partir da Doutrina Truman em 1947 até o fim da Guerra da Coreia em 1953. A Guerra Fria começou quase que imediatamente após a Segunda Guerra Mundial e durou boa parte do século XX. Segundo Eric Hobsbawm: "a Segunda Guerra Mundial mal terminara quando a humanidade mergulhou no que se pode encarar, razoavelmente, como a Terceira Guerra Mundial, embora uma guerra muito peculiar. Pois, como observou o grande filósofo Thomas Hobbes, ("A guerra consiste não só na batalha, ou no ato de lutar; mas num período de tempo em que a vontade de disputar pela batalha é suficientemente conhecida")."

## Criação do Bloco Oriental

Durante a Segunda Guerra Mundial, a União Soviética anexou vários países como Repúblicas Socialistas Soviéticas dentro da URSS. A maioria destes territórios haviam sido cedidos para a URSS como parte do Pacto Molotov-Ribbentrop com a Alemanha Nazista. Estes territórios incluem a parte oriental da Polônia (incorporada em duas diferentes RSS), Estónia (que havia se tornado a RSS Estoniana), Letônia (que havia se tornado a RSS Letã), Lituânia (que havia se tornado a RSS Lituana), parte leste da Finlândia (que havia se tornado a RSS Carelo-Finlandesa) e parte norte da Romênia (que havia se tornado a RSS Moldava).
Vários outros países ocupados, que não foram diretamente anexados pela URSS, tornaram-se Estados satélites soviéticos. Na Alemanha Oriental, após as perdas das eleições locais, foi forçada uma fusão de todos os partidos políticos no Partido Socialista Unificado da Alemanha, seguida por eleições em 1946, onde os adversários políticos foram oprimidos. Na parte não-anexada da Polônia, menos de um terço da população do país votou a favor de grandes reformas agrárias comunistas e nacionalizações na indústria, em um referendo político conhecido como "3 vezes SIM" (3 razy TAK; 3x TAK), sendo a segunda votação fraudada para que obtivesse o resultado desejado. Nas fraudulentas eleições polonesas realizadas em janeiro de 1947 resultaram na transformação oficial da Polônia na República Popular da Polônia.
Na Hungria, quando os soviéticos instalaram um governo comunista, Mátyás Rákosi foi nomeado como secretário-geral do Partido Comunista da Hungria, que começou uma das mais duras ditaduras na Europa, sob a República Popular da Hungria. Na Bulgária, ao final da Segunda Guerra, a União Soviética ultrapassou suas fronteiras e criou condições para um golpe de Estado comunista na noite seguinte. O comandante militar soviético em Sófia assumiu a autoridade suprema, e os comunistas que ele instruiu, incluindo Kimon Georgiev (que realmente não era comunista, mas um membro da elite que também era membro do "Zveno", trabalhando em conjunto com os comunistas), assumiu o controle total da política interna na República Popular da Bulgária.
Com o apoio da URSS, o Partido Comunista da Tchecoslováquia assumiu o controle incontestável sobre o governo da Tchecoslováquia no Golpe de Praga em 1948, dando início a uma ditadura. Nas eleições gerais romenas de 1946, o Partido Comunista da Romênia, empregou táticas de intimidação e fraudes generalizadas para obterem 80% dos votos e, posteriormente, eliminar o papel dos partidos centristas e realizar fusões forçadas, cujo resultado foi em 1948 da maioria dos políticos não-comunistas sendo executados, exilados ou presos. Nas eleições da Albânia em 1945, as únicas opções da cédula eleitoral foram os comunistas da Frente Democrática da Albânia, liderada por Enver Hoxha. Em 1946, a Albânia foi declarada oficialmente República Popular da Albânia.
Inicialmente, Stalin dirigiu os sistemas nos países do Leste que rejeitaram as características ocidentais de economia de mercado, a governança democrática (apelidada de "democracia burguesa", no jargão soviético), e o direito do Estado de intervir em suas ações discriminatórias. Era economicamente comunistas e dependiam da União Soviética para o suprimento de quantidades consideráveis de materiais. Enquanto nos primeiros cinco anos após a Segunda Guerra Mundial, a emigração maciça desses Estados para o Ocidente ocorreu, assim criando restrições para a emigração Leste-Oeste, exceto em limitados acordos bilaterais.

## Contenção
O período pós-1945, pode ter sido o período de alta popularidade da ideologia comunista. O Exército Vermelho da União Soviética havia ganhado um enorme respeito, que se tivesse sido bem explorado por Josef Stalin, o provável resultado seria uma Europa Comunista. Os partidos comunistas haviam atingido uma significativa popularidade em países como China, Grécia, Irã e a República de Mahabad. Os partidos comunistas já haviam chegado ao poder na Romênia, Bulgária, Albânia e Iugoslávia. O Reino Unido e os Estados Unidos estavam preocupados que as vitórias eleitorais dos partidos comunistas em qualquer destes países resultasse na mudança política e econômica na Europa Ocidental.

### Os planos Morgenthau e Marshall
Depois de ter perdido 27 milhões de pessoas na guerra, a União Soviética estava determinada a destruir a capacidade da Alemanha de começar outra guerra, e empurrou isto para as conferências de guerra. Como resultante, o Plano Morgenthau foi uma política que previu a Alemanha ao seu retorno como um Estado pastoral sem indústria pesada. Devido aos custos crescentes das importações de alimentos para evitar a fome em massa na Alemanha, e com o perigo de perder todo o país para o comunismo, o governo dos Estados Unidos abandonou o Plano Morgenthau em setembro de 1946, para com o discurso do secretário de Estado James F. Byrnes sobre a "Atualização Política da Alemanha".
Em janeiro de 1947, Truman nomeou o General George Marshall como secretário de Estado e ele havia decretado que uma Europa organizada e próspera requeria contribuições econômicas para uma Alemanha estável e produtiva. A diretiva unia-se com a visão do General Lucius D. Clay e do Chefe de Estado-Maior Conjunto sobre a crescente influência comunista na Alemanha, bem como do fracasso do resto da economia europeia a se recuperar sem uma base industrial alemã que anteriormente havia sido funcionários dependentes de sua administração. Houve reuniões com o Ministro Soviético de Relações Exteriores Vyacheslav Molotov e outros para pressionar por uma Alemanha economicamente autossuficiente, incluindo uma conta detalhada das plantas industriais, bens e infraestruturas removidas pelos soviéticos. Após seis semanas de negociações, Molotov recusou as demandas e declarações foram adiadas. Marshall ficou especialmente desanimado depois de se encontrar pessoalmente com Stalin, depois de Stalin expressar pouco interesse em uma solução para os problemas econômicos alemães. Os Estados Unidos concluíram que uma solução não poderia esperar mais. Em um discurso de 5 de junho de 1947, a Doutrina Truman foi criada e Marshall anunciou um programa global de assistência estadunidense para todos os países europeus que pretendiam participar, incluindo a URSS e os países do Leste europeu, que foi chamado de Plano Marshall.
Temendo a influência política, cultural e econômica estadunidense, Stalin proibiu aos países do Bloco Oriental de aceitarem o Plano Marshall. Na Tchecoslováquia, se exigiu um golpe apoiado pelos soviéticos chamado de Golpe de Praga, a brutalidade de como o acontecimento ocorreu chocou as potências ocidentais mais do que qualquer outro evento até então.

### A guerra civil grega e a Doutrina Truman
O Oriente e o Ocidente consideravam a Grécia como uma nação na esfera de influência da Grã-Bretanha. Stalin havia respeitado seu acordo com Winston Churchill de não intervir, mas a Iugoslávia e a Albânia desafiaram o conselho soviético e enviaram suprimentos durante a Guerra Civil da Grécia para as forças partidárias do Partido Comunista da Grécia e o Exército de Libertação Nacional Popular. O Reino Unido havia ajudado as forças monarquistas gregas e líderes do ELNP, que sem perceber que não haveria apoio soviético e de terem boicotado as eleições, estavam em uma posição de desvantagem. No entanto, em 1947, o governo britânico quase falido não poderia mais manter seus enormes compromissos no exterior. Além de conceder independência à Índia, entregou de volta seu mandato na Palestina para a ONU, assim como decidindo se retirar da Grécia e das proximidades da Turquia. Isso teria deixado os dois países, em particular a Grécia, à beira de uma revolução comunista.
Notificado sobre o fim da ajuda britânica para a Grécia e Turquia, o já desconfiado e hostil das intervenções soviéticas, por causa da relutância de Stalin de se retirar do Irã, Harry Truman decidiu que uma ação adicional era necessária. Com o Congresso estadunidense nas mãos dos republicanos, e com o forte sentimento isolacionista entre o público estadunidense, Truman adotou uma abordagem mais ideológica. Em uma reunião com os líderes do Congresso, argumentou que "as maçãs de um barril foram infectadas por uma podre", o argumento foi usado para convencê-los da importância de ajudar a Grécia e a Turquia. Era para soar como um efeito dominó. Na manhã de 12 de março de 1947, o presidente dos EUA, Harry Truman apareceu diante do Congresso para pedir cerca de 400 milhões de dólares em ajuda para a Grécia e a Turquia. Incitando a aprovação do Congresso dos Estados Unidos a "apoiarem os povos livres que estão resistindo a subjugação de minorias armadas ou pressões externas", ou especialmente falando "Contenção", Truman apresentou uma luta ideológica que se tornou conhecida como a Doutrina Truman. Embora baseada em uma análise simplista dos conflitos internos na Grécia e Turquia, tornou-se a única influência dominante sob a política dos EUA, pelo menos até a Guerra do Vietnã.
O discurso de Truman teve um efeito tremendo. Os sentimentos anticomunistas que haviam acabado de explodir nos EUA receberam um grande impulso, e o Congresso, silenciado, votou unanimemente a aprovação da ajuda. Os Estados Unidos não iriam se retirar para o Hemisfério Ocidental como aconteceu após a Primeira Guerra Mundial, mas sim fazer frente a quaisquer ameaças comunistas em qualquer parte do globo e lutar por suas "ostensivas causas" como direitos humanos, liberdade e democracia. Os Estados Unidos espalharam sua influência como líder do "Mundo Livre". Enquanto a União Soviética espalhou seu papel como "progressista" e "anti-imperialista".

### Debate sobre a Doutrina Militar dos EUA
Após a Segunda Guerra Mundial, os Generais recém-formados da Força Aérea dos Estados Unidos propuseram uma nova doutrina: a do bombardeio estratégico, particularmente com armas nucleares, que era considerado o único elemento decisivo e necessário para vencer qualquer guerra futura, e portanto, foi o único meio necessário de dissuadir um adversário de lançar um ataque surpresa em Pearl Harbor ou uma guerra contra os EUA. Para implementar esta doutrina, a Força Aérea e seus apoiadores propuseram que a FA deveria ser financiada pelo Congresso estadunidense para que se construísse uma grande frota com sede nos Estados Unidos de plataformas de bombardeiros de longo alcance. Os generais da FA afirmaram que este projeto deveria receber uma grande quantidade de financiamento.
Os Almirantes da Marinha dos EUA discordaram. Apontando para o domínio esmagador dos porta-aviões no Pacífico, pediram ao Congresso dos EUA para financiarem uma grande frota de "supernavios". A liderança da Marinha acredita que guerras não podem ser vencidas somente com o bombardeio estratégico, ou com o uso de armas nucleares. Também decidiram que no início de qualquer conflito futuro, iniciar o uso generalizado de armas nucleares atacando os principais centros populacionais do inimigo era imoral.

### As relações nazi-soviéticas eFalsificadores da História
As relações entre os EUA e a URSS se deterioraram ainda mais quando em janeiro de 1948, o Departamento de Estado dos EUA publicou uma coleção de documentos intitulados Relações Nazi-Soviéticas: Documentos dos Arquivos do Ministério do Exterior Alemão que continha documentos recuperados do Ministério do Exterior da Alemanha Nazista em que revelava conversas soviéticas com os nazistas sobre o Pacto Molotov-Ribbentrop, incluindo seu protocolo secreto dividindo a Europa Oriental, um acordo germano-soviético de comércio e discussões da URSS em fazer parte das Potências do Eixo.
Em resposta, um mês depois, a União Soviética publicou Falsificadores da História, onde Stalin havia editado parte do livro atacando o Ocidente. O livro não tentou contrariar ou diretamente invalidar os documentos publicados nas Relações Nazi-Soviéticas, em vez disso, focou a culpa ocidental pela eclosão da Segunda Guerra Mundial em 1939. Argumenta que as "potências ocidentais" ajudaram no rearmamento e agressão nazista, inclusive com o envolvimento de banqueiros e industriais estadunidenses que forneceram capital para o crescimento das indústrias de guerra alemãs, enquanto deliberadamente incentivaram Adolf Hitler a se expandir para o Leste. O livro incluiu também a alegação de que durante o Pacto, Stalin rejeitou a oferta de Hitler em compartilhar uma divisão do mundo, sem mencionar o desejo da URSS em se juntar com as Potências do Eixo. Os estudos históricos, relatos oficiais, memórias e livros publicados na URSS não seriam liberados até a dissolução do país em 1991.

### Bloqueio de Berlim

Berlinenses observando um C-54 jogar suprimentos perto de Tempelhof (1948).

Após o Plano Marshall, a introdução de uma nova moeda para a Alemanha Ocidental para substituir o Reichsmark e enormes prejuízos eleitorais para os partidos comunistas, em 1946 e 1948 a URSS cortaram os acessos de estrada para Berlim. No dia do Bloqueio de Berlim, um representante soviético disse as outras potências de ocupação que "Estamos avisando a vocês e a população de Berlim que aplicaremos sanções econômicas e administrativas que levarão a Berlim a ser uma moeda de exclusiva ocupação soviética".
Depois disso, a comunicação de rua e água foram cortadas, o sistema ferroviário e as barcaças foram paradas e os soviéticos inicialmente interromperam o abastecimento de alimentos para a população civil em setores não-soviéticos de Berlim. Por causa de Berlim ser localizada dentro da zona soviética de ocupação, as outras potências invocaram a boa vontade soviética ao acesso para Berlim, mas os únicos métodos para o abastecimento de Berlim foram três corredores aéreos limitados.
Em fevereiro de 1948, por causa dos maciços cortes militares, todo o exército dos Estados Unidos foi reduzido para 552,000 homens. As forças militares nos setores não-soviéticos de Berlim somaram apenas 8,973 estadunidenses, 7,606 britânicos e 6,100 franceses. As forças militares soviéticas no setor de Berlim totalizaram um milhão e meio de homens. Os dois regimentos dos EUA em Berlim teriam oferecido pouca resistência contra um ataque soviético. Acreditando que a Grã-Bretanha, EUA e França tinham pouco opção se não concordarem, a Administração Militar Soviética na Alemanha celebraram o início do bloqueio. A partir daí, uma campanha maciça de suprimento de alimentos, água e outros bens foram iniciados pelos EUA, Grã-Bretanha, França e outros países. Os soviéticos ridicularizaram "as inúteis tentativas dos estadunidenses de salvarem suas caras para manterem sua insustentável posição em Berlim". O sucesso do transporte aéreo eventualmente obrigaram aos soviéticos a terminarem com o bloqueio em maio de 1949.

### Ruptura Tito-Stalin
Após desentendimentos entre o líder da Iugoslávia, Josip Broz Tito da Albânia e URSS sobre a Grécia, um desdobramento ocorreu, seguida pela expulsão da Iugoslávia da Cominform em junho de 1948, após uma falha do golpe soviético em Belgrado. A ruptura criou duas forças distintas na Europa. Uma campanha contra o "Titismo" foi imediatamente lançada pelo Bloco Oriental, descrevendo Tito como um agente do Ocidente, em todos os meios subversivos possíveis. Isto resultou na perseguição de muitos dos seus apoiadores, principalmente na Alemanha Oriental.

### OTAN

Cronologia dos membros da OTAN.

Os Estados Unidos juntaram-se a Grã-Bretanha, França, Canadá, Dinamarca, Portugal, Noruega, Bélgica, Islândia, Luxemburgo, Itália e Holanda, em 1949 para formar a Organização do Tratado do Atlântico Norte (OTAN), os EUA seriam os "primeiros" a enredar uma aliança europeia em 170 anos. Alemanha Ocidental, Espanha, Grécia e Turquia se uniram ao longo do tempo. Os líderes do Oriente retaliaram contra a organização, integrando as economias de seus países na COMECON, sua versão do Plano Marshall, explodindo o primeiro artefato nuclear soviético em 1949 e assinando uma aliança com a República Popular da China em fevereiro de 1950, e formando o Pacto de Varsóvia, contra-versão da OTAN na Europa Oriental em 1955. A URSS, Albânia, Tchecoslováquia, Hungria, Alemanha Oriental, Bulgária, Romênia e Polônia.

### NSC-68
As autoridades dos Estados Unidos moveram-se rapidamente para aumentar e expandir a "contenção". Em um documento secreto de 1950, chamado NSC-68, propuseram fortalecer seus sistemas de alianças, quadruplicar os gastos em defesa e iniciar uma campanha de propaganda para convencer ao público estadunidense a lutar a favor desta guerra fria. Truman ordenou o desenvolvimento de uma bomba de hidrogênio. No início de 1950, os EUA levaram os seus primeiros esforços para se oporem as forças comunistas no Vietnã; planejando formar um exército alemão ocidental, e propor um tratado de paz com o Japão o que manteria os militares dos EUA estacionados por lá.

## Guerra Civil Chinesa
Logo após a Segunda Guerra Mundial, uma guerra civil eclodiu na China entre Chiang Kai-Shek e Mao Tse-Tung. A URSS tinha assinado um Tratado de Amizade com o Kuomintang em 1945 e repudiou o suporte para os comunistas chineses. O resultado foi muito tímido, com os comunistas finalmente prevalecendo com táticas militares superiores. Embora os nacionalistas tinham uma vantagem em número de homens e armas, controlando inicialmente um território muito maior e população do que os seus adversários, e contou com o apoio internacional considerável, eles estavam exaustos pela longa guerra com o Japão e as responsabilidades inerentes internos. Além disso, os comunistas chineses foram capazes de preencher o vácuo político deixado na Manchúria depois que as forças soviéticas se retiraram da área e, assim, ganharam bases industriais da China.
A hostilidade permanente entre os comunistas no continente e os nacionalistas de Taiwan continuou durante toda a Guerra Fria. Embora os Estados Unidos se recusaram a auxiliar Chiang Kai-shek na esperança de "recuperar o continente", ele continuou a apoiar a República da China, com suprimentos militares e perícia para impedir Taiwan de cair nas mãos da RPC. Através do apoio do bloco ocidental (a maioria dos países ocidentais continuaram a reconhecer a ROC como o único governo legítimo da China), a República da China em Taiwan manteve o assento da China nas Nações Unidas até 1971.

## Guerra da Coreia

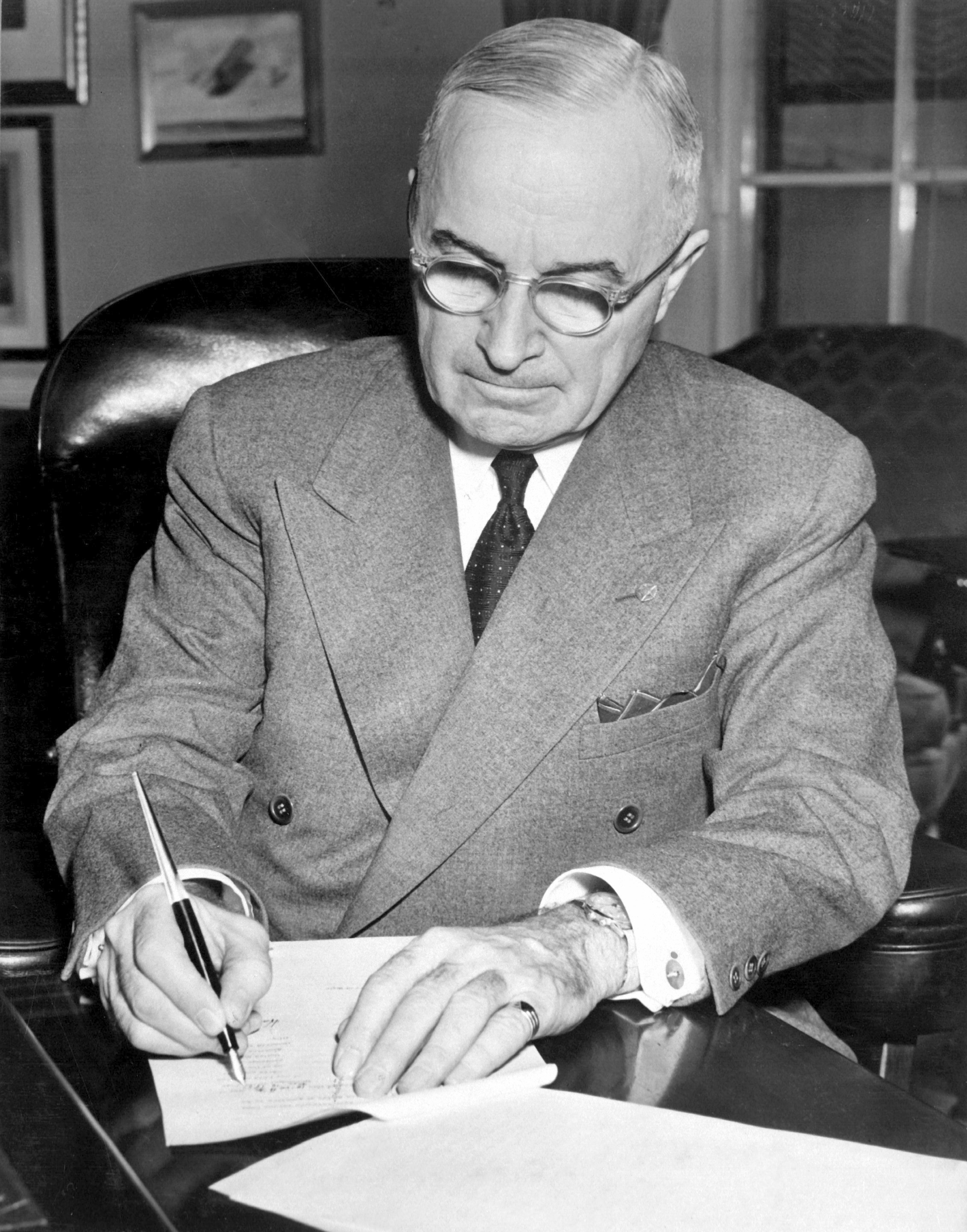
Presidente estadunidense Harry Truman assinando uma declaração de emergência nacional que inicia o envolvimento dos EUA na Guerra da Coreia.

No início de 1950, os Estados Unidos fizeram o seu primeiro compromisso para formar um tratado de paz com o Japão que iria garantir as bases militares de longo prazo dos EUA. Alguns observadores (incluindo George Kennan) acreditavam que os japoneses levaram Stalin a aprovar um plano para invadir a Coreia do Sul em 25 de junho de 1950. A Coreia foi dividida no final da II Guerra Mundial ao longo do paralelo 38, com zonas de ocupação soviética e estadunidense, em que um governo comunista foi instalado no Norte pelos soviéticos, e um governo eleito no Sul chegou ao poder após as eleições supervisionadas pelas Nações Unidas em 1948.
Em junho de 1950, Kim Il-sung invadiu a Coréia do Sul. Temendo que a Coreia comunista sob uma ditadura de Kim Sung Il poderia ameaçar o Japão e fomentar outros movimentos comunistas na Ásia, Truman comprometeu as forças dos EUA e obteve a ajuda de a Organização das Nações Unidas para combater a invasão norte-coreana. Os soviéticos boicotaram o Conselho de Segurança enquanto protestavam contra o fracasso do Conselho de assentar a República Popular da China e, assim, não vetar a aprovação do Conselho de ação da ONU ao se opor à invasão norte-coreana. Uma força conjunta da ONU de pessoal da Coréia do Sul, Estados Unidos, Grã-Bretanha, Turquia, Canadá, Austrália, França, as Filipinas, a Holanda, a Bélgica, Nova Zelândia e outros países aderiram para deter a invasão. Depois de uma invasão chinesa para ajudar os norte-coreanos, os combates estabilizaram ao longo do paralelo 38, que tinha separado as duas Coreias. Truman enfrentou uma China hostil, uma parceria sino-soviética, e um orçamento de defesa que quadruplicou em 18 meses.
O Acordo de Armistício Coreano foi assinado em julho de 1953, após a morte de Stalin, que tinha vindo a insistir que os norte-coreanos continuariam a lutar. Na Coreia do Norte, Kim Il-sung criou uma ditadura altamente centralizada, de acordo com ele mesmo no poder ilimitado e gerantindo um formidável culto da personalidade.

## A bomba de hidrogênio
A bomba de hidrogênio produziu uma fusão nuclear em vez de uma fissão nuclear. Foi testada pela primeira vez pelos Estados Unidos em 1952 e pela União Soviética em 1953. Tais bombas foram implantadas na década de 1960.

## Cultura e mídia

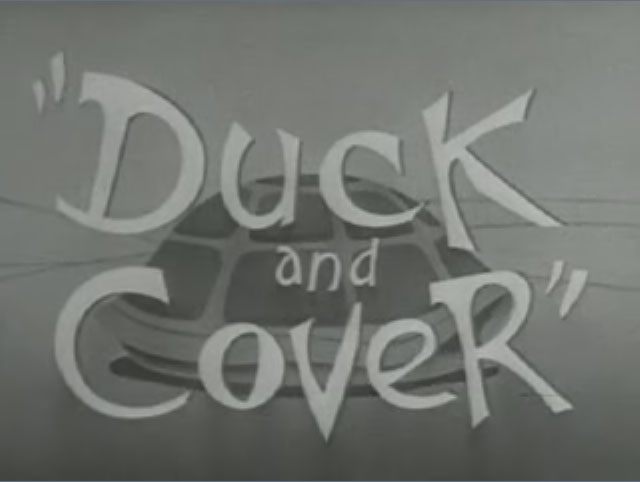
Título do curta Duck and Cover.

O medo de uma guerra nuclear estimulou a produção de filmes de segurança pública pelo governo dos Estados Unidos, ramo que demonstrou maneiras de se proteger de um ataque nuclear soviético. As 1.951 crianças do curta Duck and Cover são um excelente exemplo.
A distopia clássica de George Orwell, Nineteen Eighty-Four foi publicada em 1949. O romance explora a vida em um mundo imaginário futuro onde um governo totalitário tem atingido níveis terríveis de poder e controle. Com Nineteen Eighty-Four, Orwell aproveita os medos anticomunistas que continuam a assombrar muitos no Ocidente para as próximas décadas. Em uma Guerra Fria definindo suas descrições não poderia deixar de evocar a comparação com o comunismo soviético e da vontade aparente de Stalin e seus sucessores para controlar aqueles dentro do bloco soviético, por qualquer meio necessário. A famosa alegoria de Orwell de regime totalitário, Animal Farm, publicada em 1945, provocou semelhantes sentimentos anticomunistas.